# Скляр, Геннадий Иванович
Геннадий Иванович Скляр (родился 17 мая 1952 года, город Термез, Сурхандарьинская область, Узбекская ССР, СССР) — российский государственный деятель, менеджер в сфере телерадиокоммуникаций. Депутат Государственной Думы ФС РФ VII созыва, член комитета Госдумы по энергетике, член фракции «Единая Россия». Лауреат Премии Правительства РФ.
Находится под персональными международными санкциями 27 стран ЕС, Великобритании, США, Канады, Швейцарии, Австралии, Японии, Украины, Новой Зеландии.

## Биография
Окончил Ростовский институт сельскохозяйственного машиностроения (1974) и Московскую высшую партийную школу (1989).
С 1974 г. работал инженером-конструктором на заводе «Сигнал» в г. Обнинск Калужской области, в 1977—1981 гг. освобождённый секретарь заводского комитета ВЛКСМ.
С 1981 г. на партийной работе. В 1987—1990 второй, в 1990—1991 первый секретарь Обнинского горкома КПСС. Последний коммунистический руководитель города.
В 1995 и 1999 годах баллотировался в Государственную Думу, но не был избран.
В 2000-м руководил избирательным штабом Анатолия Артамонова на выборах губернатора Калужской области. 2000—2001 заместитель губернатора Калужской области.
В 2001—2008 генеральный директор ФГУП «Российская телевизионная и радиовещательная сеть».

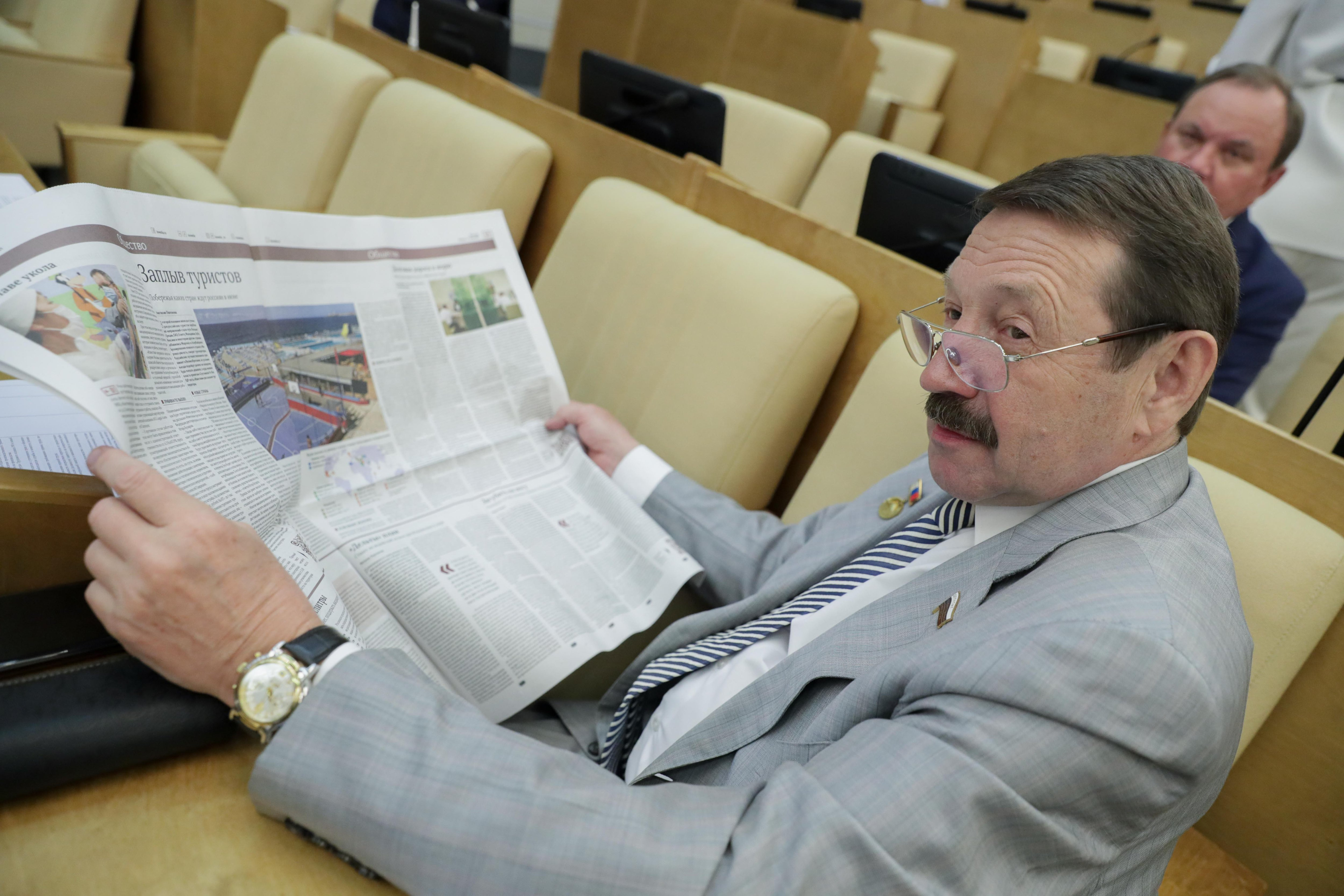
Геннадий Скляр на заседании Государственной Думы, 2021 год

С 2008 года председатель калужского землячества в Москве. В сентябре 2016 года избран депутатом Государственной Думы РФ от партии «Единая Россия» по Обнинскому одномандатному избирательному округу № 100.

## Законотворческая деятельность
С 2016 по 2019 год, в течение исполнения полномочий депутата Государственной Думы VII созыва, выступил соавтором 7 законодательных инициатив и поправок к проектам федеральных законов.

## Международные санкции
23 февраля 2022 года внесён в санкционные списки стран Евросоюза за действия и политику, которые подрывают территориальную целостность, суверенитет и независимость Украины и еще больше дестабилизируют Украину.
24 февраля 2022 года включён в санкционный список Канады «близких соратников режима» за голосование о признании независимости «так называемых республик в Донецке и Луганске».
24 марта 2022 года, на фоне вторжения России на Украину, включён в санкционный список США за «соучастие в войне Путина» и «поддержку усилий Кремля по вторжению в Украину», Госдеп США заявил что депутаты Госдумы используют свои полномочия для преследования инакомыслящих и политических оппонентов, нарушают свободу информации, ограничивают права человека и основные свободы граждан России.
По аналогичным основаниям, с 11 марта 2022 года находится под санкциями Великобритании. С 25 февраля 2022 года находится под санкциями Швейцарии. С 26 февраля 2022 года находится под санкциями Австралии. С 12 апреля 2022 года находится под санкциями Японии. Указом президента Украины Владимира Зеленского от 7 сентября 2022 находится под санкциями Украины. С 3 мая 2022 года находится под санкциями Новой Зеландии.

## Награды и почётные звания
- Орден Почёта (2007)[20]
- Лауреат премии Правительства РФ в области науки и техники 2007 года — как руководитель работ по разработке и реализации технологий предотвращения техногенных катастроф и восстановления радиотехнических сооружений[21]
- Медаль «За особые заслуги перед Калужской областью» (2012) — за особые заслуги и высокие личные достижения, способствующие социально-экономическому развитию Калужской области[22]
- Памятная медаль «Первая в мире атомная электростанция» (11 июля 2024) — за заслуги в области исследования, освоения и использования атомной энергии

## Доходы и собственность
В 2020 задекларировал доход 5,8 млн руб., супруга — 1,3 млн, в 2019 г. задекларировано 5,5 млн руб., супруга — 816 тыс. руб., в 2018 5,1 млн руб, супруга — 108 тыс. руб., в 2017 — 4,9 млн руб., супруга — 190 тыс. руб., в 2016 1,5 млн руб., супруга — 102 тыс. руб.